# Gare de Matha
La gare de Matha était une gare ferroviaire de Charente-Maritime ouverte en 1896 et fermée en 1950 située sur la ligne de Saint-Jean-d'Angély à Cognac et terminus de la ligne d'Angoulême à Matha.
La gare de Matha est l'une des deux stations qui étaient situées sur la commune de Matha, la seconde étant la halte de Héritolle. En outre, il s'agissait de l'une des stations les plus fréquentées de la ligne de Saint-Jean-d'Angély à Cognac.

## Situation ferroviaire
La gare de Matha est une gare de jonction des lignes de Saint-Jean-d'Angély à Cognac et de la ligne d'Angoulême à Matha dont elle constitue le terminus. Ces deux lignes sont exploitées par la Compagnie des Chemins de fer Départementaux de Charente. Elle est située au PK 17.6 de la ligne de Saint-Jean-d'Angély à Cognac et au PK 35 de la ligne d'Angoulême à Matha. 
La gare est située entre les arrêts de Blanzac-la-Brousse et de Héritolle. Sur la ligne vers Angoulême, l'arrêt suivant était Sonnac - Haimps.
En outre, la gare de Matha disposait d'un quai et d'un hall marchandise, ainsi que de deux remises pour des locomotives.

## Historique

### Histoire
Dès 1873, la ligne de Saint-Jean-d'Angély à Cognac est déclaré d'utilité publique. La ligne est alors prévue pour être construite à voie normale est intégrée au réseau national. La ligne devait desservir la commune de Matha. Cependant, les débats durent, et ce n'est que 20 ans plus tard que les travaux débutent, le tracé est revu et le choix d'une ligne à voie normale est abandonné au profit d'une ligne à voie métrique intégrée au réseau départemental. 
Entre-temps, une ligne reliant Angoulême à Matha est également déclarée d'utilité publique en juillet 1886 et prévue, dès le départ, pour être établie à voie métrique. Le 29 novembre 1889, un premier tronçon est inauguré reliant Angoulême à Rouillac.  
La première pierre de la gare est posée le 27 mai 1895. 
Finalement, c'est la ligne d'Angoulême à Matha qui inaugure la gare de Matha. Le premier train circule le 20 septembre 1896.
5 jours plus tard, le 25 septembre 1896, la ligne de Saint-Jean-d'Angély à Cognac est à son tour inaugurée. 
En 1903, la commune de Matha émet le souhait que soit construite une marquise pour abriter les voyageurs. 
En 1896 puis en 1906, le projet d'une ligne reliant Matha à Aigre et Luxé est émis, mais resta finalement sans suite. 
Avec la montée en puissance de l'automobile et le recul démographique, les deux lignes ferment définitivement, à tout trafic, le même jour : le 31 décembre 1950. Il s'agissait des deux dernières lignes départementales encore en service en Charente qui a compté jusqu'à 500 km de lignes départementales à son apogée. 

### Service des voyageurs
Accueil : la gare disposait d'un guichet permettant la vente de billets. Les bagages étaient pris en charge par le personnel de la gare. Elle était équipée de 3 voies à quai : la voie 3, située à côté du bâtiment voyageur était réservée aux trains vers Angoulême, les voies 1 et 2, entourant le quai central permettait le croisement et le stationnement des trains de la ligne de Saint-Jean-d'Angély à Cognac. 
Desserte : la gare était desservie par les trains effectuant des liaisons entre Cognac et Saint-Jean-d'Angély et des trains à destination d'Angoulême. Au début du XXe siècle, il fallait compter 2h50 pour rejoindre Angoulême, 1h10 pour se rendre à Cognac ou encore 45 min pour un trajet jusqu'à Saint-Jean-d'Angély. Elle était également ouverte au trafic marchandise.

## Patrimoine ferroviaire
Il reste de nos jours, de nombreuses traces : le bâtiment voyageur est toujours en place aujourd'hui, étant devenu privé, d'autres bâtiments sont également présents : le bâtiment marchandise, une remise, une grue de transbordement...
Aujourd'hui, deux lignes de car régulières permettent de se rendre à Saintes, Siecq, Surgères ou Saint-Jean-d'Angély en période scolaire,.